# Ayoquezco de Aldama
Ayoquezco de Aldama är en kommunhuvudort i Mexiko.   Den ligger i kommunen Ayoquezco de Aldama och delstaten Oaxaca, i den sydöstra delen av landet, 400 km sydost om huvudstaden Mexico City. Ayoquezco de Aldama ligger 1 451 meter över havet och antalet invånare är 5 302.
Terrängen runt Ayoquezco de Aldama är kuperad åt nordväst, men åt sydost är den platt. Runt Ayoquezco de Aldama är det ganska glesbefolkat, med 42 invånare per kvadratkilometer. Närmaste större samhälle är San Pablo Huixtepec, 16,4 km norr om Ayoquezco de Aldama. Omgivningarna runt Ayoquezco de Aldama är en mosaik av jordbruksmark och naturlig växtlighet.